# Vittadinia
 Vittadinia  A.Rich., 1832 è un genere di piante angiosperme dicotiledoni della famiglia delle Asteraceae, sottofamiglia Asteroideae, tribù Astereae (Aster lineage) e sottotribù Brachyscominae.

## Etimologia
Il nome del genere deriva.....
Il nome scientifico del genere è stato definito dal botanico Achille Richard (1794-1852) nella pubblicazione " Voyage de Decouvertes de l'Astrolabe" ( Voy. Astrolabe 250) del 1832.

## Descrizione

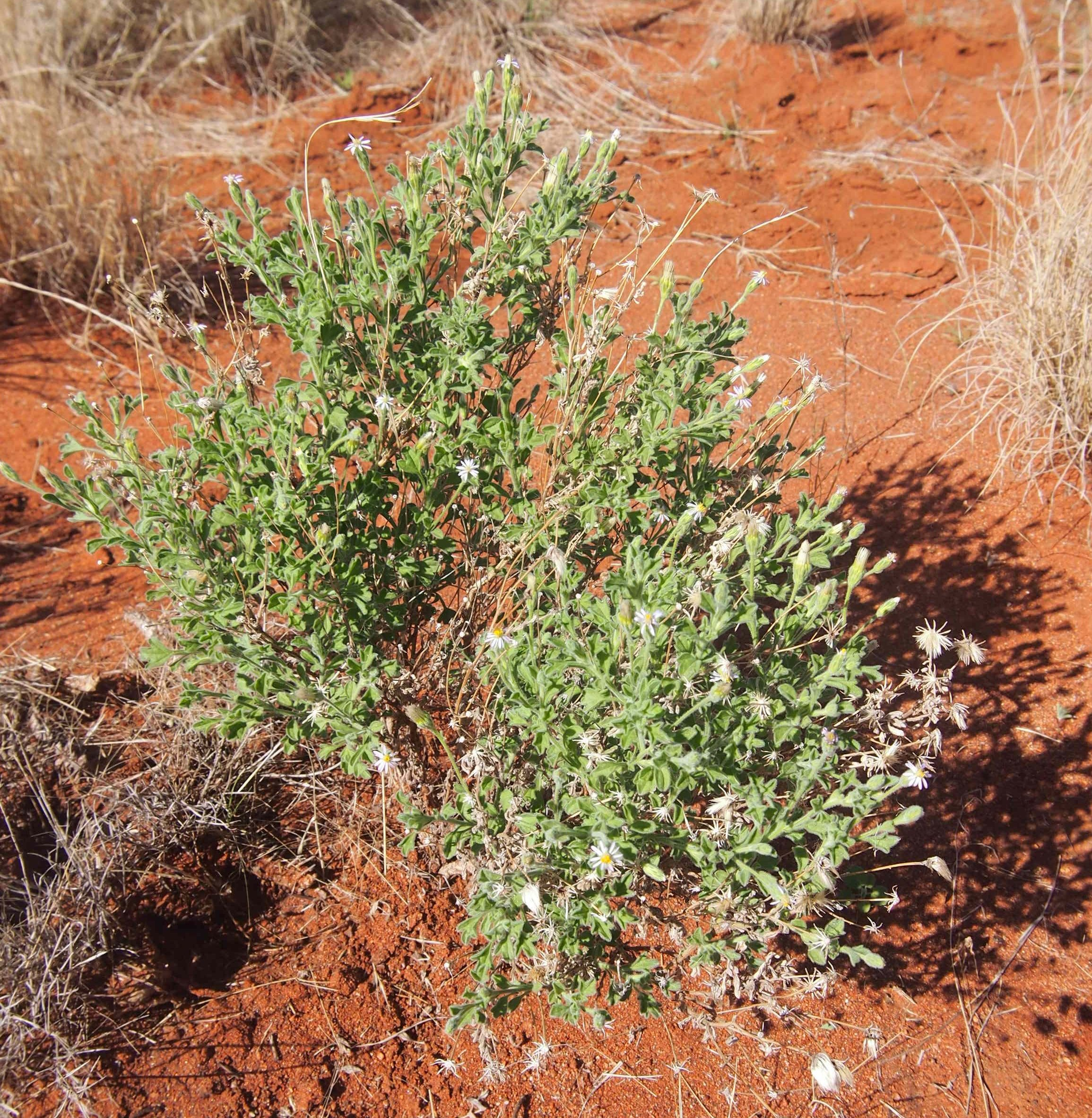
Il portamento
Vittadinia hirta

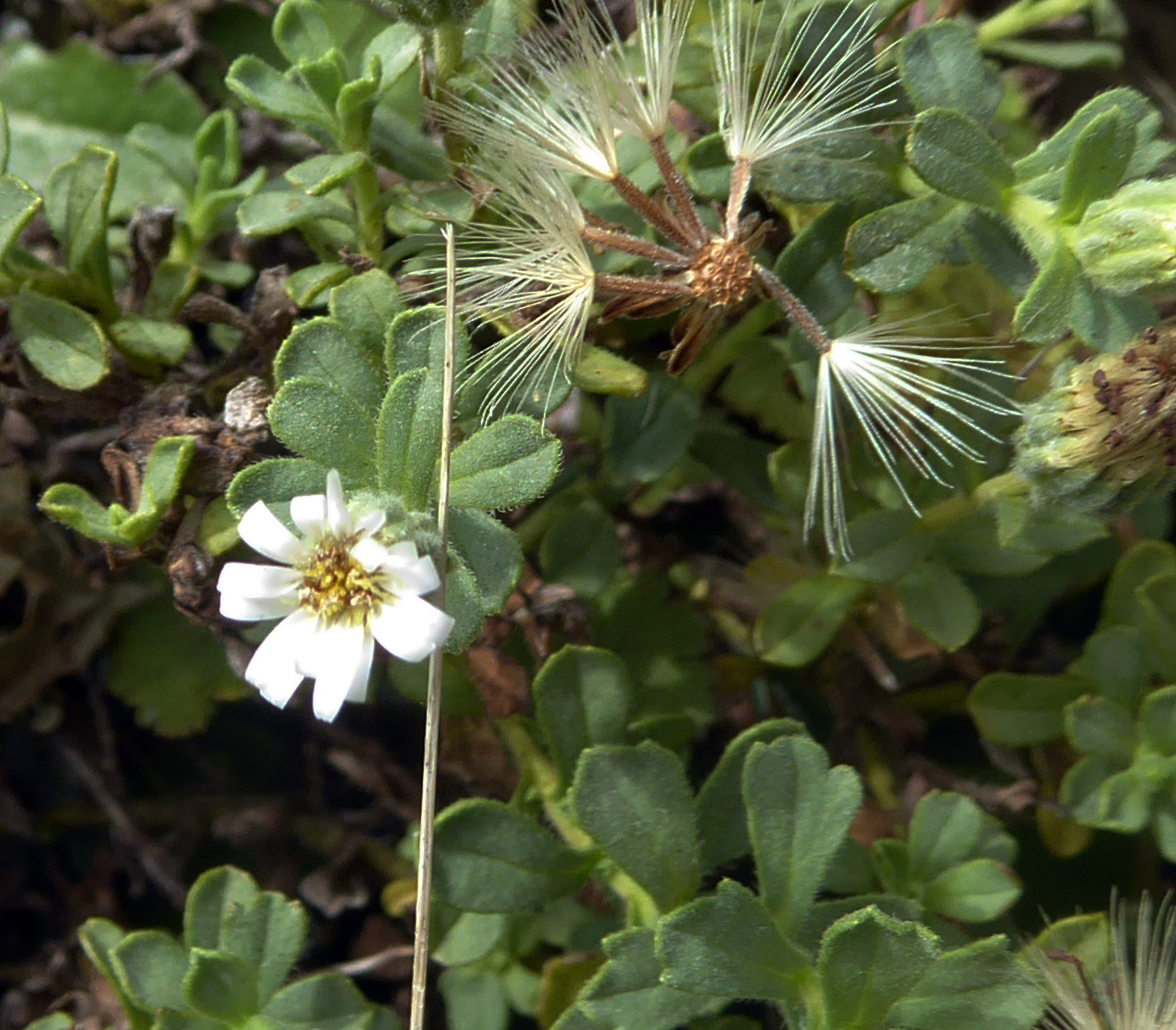
Le foglie
Vittadinia australis

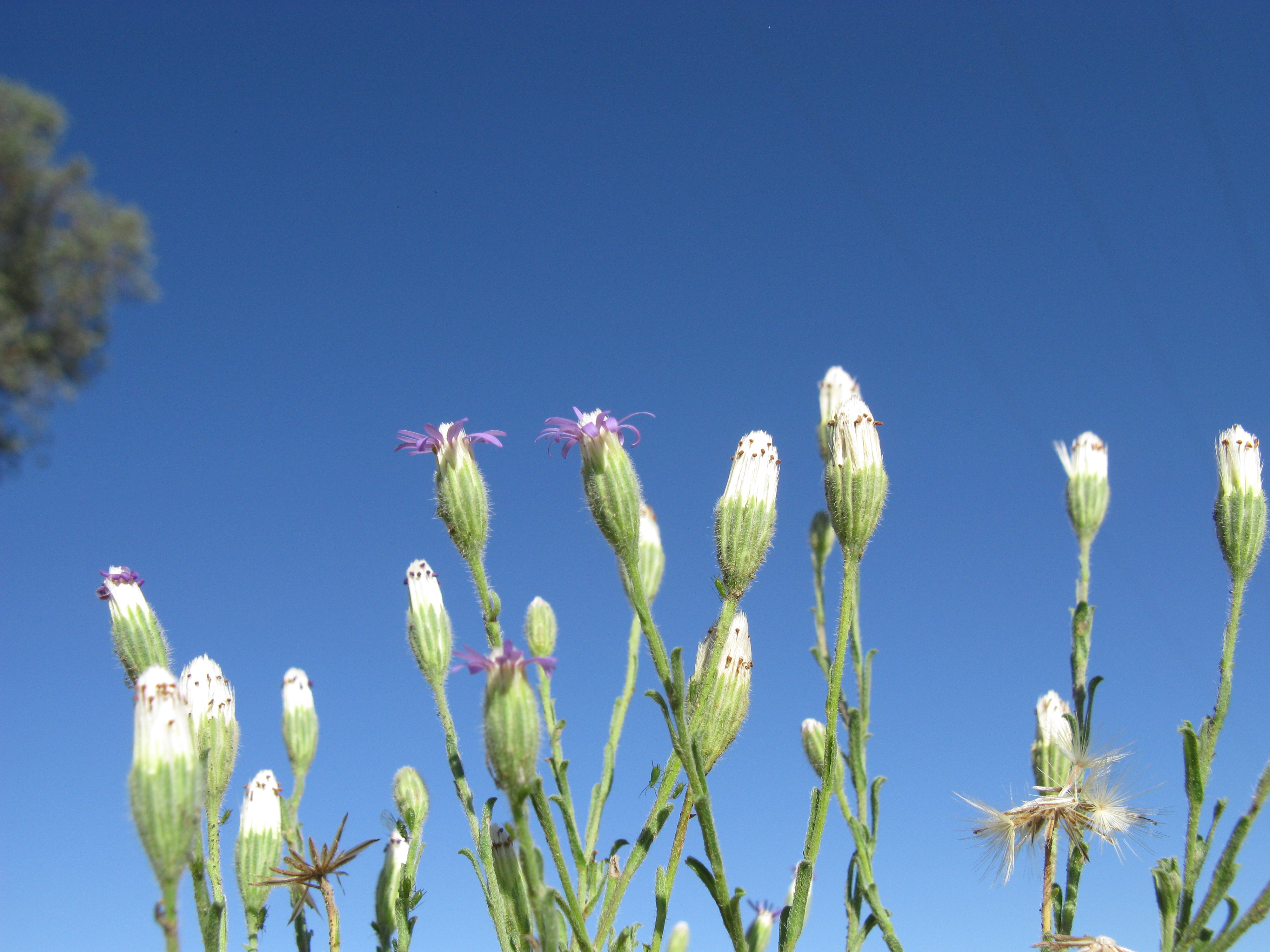
Infiorescenza
Vittadinia cuneata

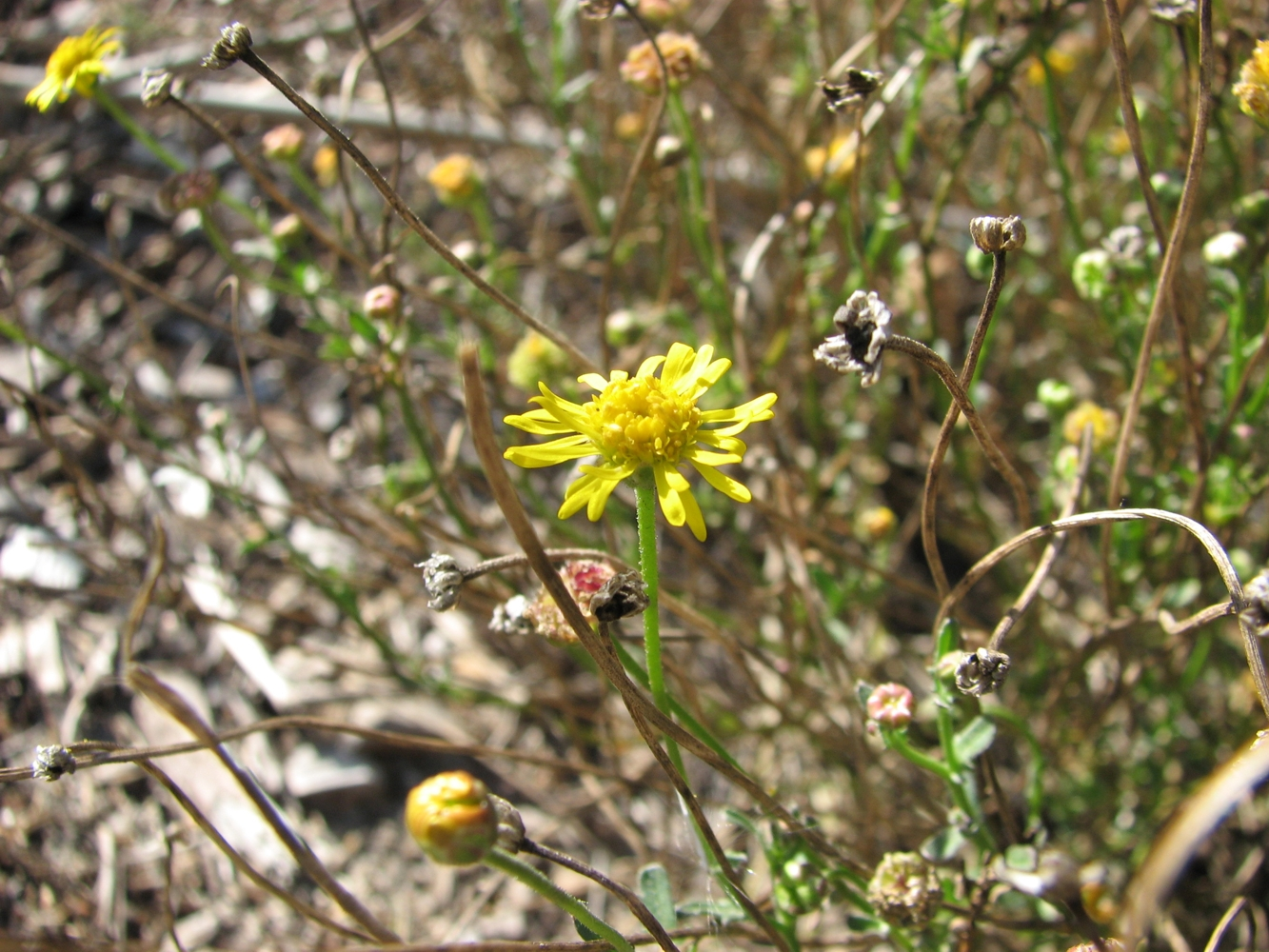
I fiori
Vittadinia dentata

Portamento. Le specie di questo genere hanno un habitus di tipo annuale o perenne erbaceo o piccoli arbustivi con superfici strigose, ispide o irsute o anche ghiandolose.
Fusto. La parte aerea in genere è eretta, semplice o ramosa. 
Foglie. Le foglie in genere sono disposte in modo alternato, picciolate o sessili. Si distinguono in basali (possono formare una rosetta basale) e in cauline (in genere di minori dimensioni). La lamina è semplice o lobata con forme da cuneate-spatolate a oblanceolate (raramente da ellittiche a lineari-affusolate). Le foglie possono essere conduplicate.
Infiorescenza. Le sinflorescenze sono scapose (capolini solitari) su rami laterali. Le infiorescenze vere e proprie sono composte da un capolino terminale peduncolato di tipo radiato con fiori eterogami. I capolini sono formati da un involucro, con forme ampiamente campanulate (ma anche cilindriche), composto da diverse brattee, al cui interno un ricettacolo fa da base ai fiori di due tipi: fiori del raggio e fiori del disco. Le brattee, con forme da lineari a ellittiche e con un ampio margine ialino e a consistenza erbacea, sono disposte in modo più o meno embricato su 3 - 4 serie. Il ricettacolo in genere è nudo ossia senza pagliette a protezione della base dei fiori; la forma varia da piana a conica.
Fiori.  I fiori sono tetra-ciclici (formati cioè da 4 verticilli: calice – corolla – androceo – gineceo) e pentameri (calice e corolla formati da 5 elementi). Si distinguono in:
- fiori del raggio (esterni): sono femminili e sono disposti su due o poche serie; la forma è ligulata (zigomorfa) corta e stretta;
- fiori del disco (centrali): sono più numerosi con forme brevemente tubulose (attinomorfe); sono ermafroditi.

- Formula fiorale:

*/x K {\displaystyle \infty }, [C (5), A (5)], G 2 (infero), achenio
- Calice: i sepali del calice sono ridotti ad una coroncina di squame.

- Corolla: la forma della corolla alla base è più o meno imbutiforme, mentre all'apice è ligulata a 5 (raramente 3) denti (i fiori del raggio) o brevemente tubolare con 5 (raramente 4) lobi (i fiori del disco); i lobi, patenti o eretti, hanno una forma deltata o più o meno lanceolata. I colori della corolla sono giallo (i fiori del disco) e bianco o blu (i fiori del raggio).

- Androceo: l'androceo è formato da 5 stami sorretti da filamenti generalmente liberi attaccati nel terzo superiore del tubo; gli stami sono connati e formano un manicotto circondante lo stilo; le teche (produttrici del polline) alla base sono troncate e sono lievemente auricolate (molto raramente sono speronate o hanno una coda); le appendici apicali delle antere hanno delle forme piatte e lanceolate; il tessuto endoteciale (rivestimento interno dell'antera) è quasi sempre polarizzato (con due superfici distinte: una verso l'esterno e una verso l'interno). Il polline è sferico con un diametro medio di circa 25 micron;  è tricolporato (con tre aperture sia di tipo a fessura che tipo isodiametrica o poro) ed è echinato (con punte sporgenti).[9][12]

- Gineceo: l'ovario è infero uniloculare formato da 2 carpelli.[5] Lo stilo (il recettore del polline) è profondamente bifido (con due stigmi divergenti) e con le linee stigmatiche marginali separate.[13] I due bracci dello stilo hanno una forma deltoide e sono papillosi o ricoperti da ciuffi di peli.

Frutti. I frutti sono degli acheni con un scarso pappo; in alcune specie è presente un certo dimorfismo (gli acheni dei fiori del raggio differiscono dagli acheni dei fiori del disco);
- achenio: gli acheni, con forme da oblanceolate a cuneate (o cuneate) e con facce opposte separate da creste marginali, hanno una estensione basale ristretta e densamente ricoperta di peli rigidi e appressati; sono inoltre presenti alcune nervature facciali; la parete dell'achenio è formata da celle contenenti rafidi ma prive di fitomelanina; il carpoforo normalmente è anulare; sono presenti setole con punte a forma di ancora;
- pappo: il pappo è formato da 2 - 3 serie di setole persistenti barbate che superano di gran lunga l'involucro.

## Biologia
Impollinazione: l'impollinazione avviene tramite insetti (impollinazione entomogama tramite farfalle diurne e notturne).

Riproduzione: la fecondazione avviene fondamentalmente tramite l'impollinazione dei fiori (vedi sopra).

Dispersione: i semi (gli acheni) cadendo a terra sono successivamente dispersi soprattutto da insetti tipo formiche (disseminazione mirmecoria). In questo tipo di piante avviene anche un altro tipo di dispersione: zoocoria. Infatti gli uncini delle brattee dell'involucro (se presenti) si agganciano ai peli degli animali di passaggio disperdendo così anche su lunghe distanze i semi della pianta. Inoltre per merito del pappo il vento può trasportare i semi anche a distanza di alcuni chilometri (disseminazione anemocora).

## Distribuzione e habitat
Le specie di questo genere sono distribuite in Australia, Tasmania e Nuova Zelanda.

## Sistematica
La famiglia di appartenenza di questa voce (Asteraceae o Compositae, nomen conservandum) probabilmente originaria del Sud America, è la più numerosa del mondo vegetale, comprende oltre 23.000 specie distribuite su 1.535 generi, oppure 22.750 specie e 1.530 generi secondo altre fonti (una delle checklist più aggiornata elenca fino a 1.679 generi). La famiglia attualmente (2021) è divisa in 16 sottofamiglie; la sottofamiglia Asteroideae è una di queste e rappresenta l'evoluzione più recente di tutta la famiglia.

### Filogenesi
La tribù Astereae comprende circa 40 sottotribù. In base alle ultime ricerche nella tribù sono stati individuati (provvisoriamente) 5 principali lignaggi:
- Basal grade: include alcuni generi isolati, il gruppo "South American-Oceania",  alcune sottotribù africane e il gruppo dei generi legnosi del Madagascar.
- Bellis lineage: comprende le sottotribù eurasiatiche e una sottotribù africana.
- Aster lineage: include i generi asiatici di Asterinae e i principali gruppi dell'Australia e dell'Oceania.
- Baccharis lineage: include alcuni gruppi sudamericani.
- North American lineage: include la vasta gamma di sottotribù del Nordamerica, Messico e alcuni gruppi distribuiti nel Sudamerica.

Il genere  Vittadinia (insieme alla sottotribù Brachyscominae) è incluso nel Aster lineage i cui caratteri principali sono: la base delle antere sono prive di code e non sono calcarate (speronate); le linee stigmatiche dei bracci dello stilo sono totalmente separate; i due bracci dello stilo hanno una forma breve o allungata da lanceolata a deltoide e possono essere papillosi o ricoperti da ciuffi di peli (all'esterno, mentre all'interno sono glabri). La distribuzione della maggior parte delle specie di questo gruppo è nelle regioni temperate nord e sud.
La sottotribù Brachyscominae comprende oltre trenta generi suddivisi nei seguente gruppi:
- Brachyscome group
- Calotis group
- Vittadinia group
- Elachanthus group
- Incertae sedis
- Olearia Moench sensu stricto
- Unresolved Olearia segregates

 Vittadinia è incluso nel gruppo "Vittadinia group" insieme ai generi Peripleura e Tetramolopium. In precedenti trattazioni il genere era descritto all'interno della sottotribù Podocominae. Il genere storicamente era suddiviso in due sottogeneri: (1) Vittadima subg. Vittadinia e (2) Vittadima subg. Peripleura  N.T.Burb., 1982. Quest'ultimo è stato segregato nel nuovo genere Peripleura (N.T.Burb.) G.L.Nesom, 1994.
I caratteri distintivi del genere di questa voce sono:
- gli acheni hanno un corto collo e per lo più sono da obovati a oblanceolati o cuneati;
- gli acheni hanno da 2 a numerose nervature facciali;
- gli acheni hanno una estensione basale ristretta e densamente ricoperta di peli rigidi e appressati.

Il numero cromosomico delle specie di questo genere è: 2n = 18 (la base è n = 9).

### Elenco delle specie
Questo genere ha 24 specie:
- Vittadinia australasica (Turcz.) N.T.Burb.
- Vittadinia australis  A.Rich.
- Vittadinia blackii  N.T.Burb.
- Vittadinia burbidgeae  A.M.Gray & Rozefelds
- Vittadinia cervicularis  N.T.Burb.
- Vittadinia condyloides  N.T.Burb.
- Vittadinia constricta  N.T.Burb.
- Vittadinia cuneata  DC.
- Vittadinia decora  N.T.Burb.
- Vittadinia dentata  (Gaudich.) DC.
- Vittadinia dissecta  (Benth.) N.T.Burb.
- Vittadinia eremaea  N.T.Burb.
- Vittadinia gracilis  (Hook.f.) N.T.Burb.
- Vittadinia humerata  N.T.Burb.
- Vittadinia megacephala  (F.Muell. ex Benth.) J.M.Black
- Vittadinia muelleri  N.T.Burb.
- Vittadinia nullarborensis  N.T.Burb.
- Vittadinia pterochaeta  (F.Muell. ex Benth.) J.M.Black
- Vittadinia pustulata  N.T.Burb.
- Vittadinia simulans  N.T.Burb.
- Vittadinia spathulata  F.Muell. ex Sond.
- Vittadinia sulcata  N.T.Burb.
- Vittadinia tenuissima  (Benth.) J.M.Black
- Vittadinia triloba  DC.